# Vaida Sipavičiūtė
Vaida Sipavičiūtė, coniugata Ruseckienė (Kaunas, 6 novembre 1985), è un'ex cestista lituana.

## Carriera

### Club
Svolge tutta la trafila delle giovanili negli Stati Uniti. Dopo essersi diplomata alla Patterson School disputa per 4 anni il campionato NCAA alla Syracuse University, dove con 234 stoppate in 116 incontri disputati risulterà essere la seconda miglior stoppatrice della storia della squadra.
Lasciata l'università si sposta in Europa e disputa il suo primo campionato senior con le francesi dell'Arras.
Nella stagione seguente gioca invece con le ungheresi del Szeviep Szeged e disputa anche l'Eurolega con 15,5 punti e 6,4 rimbalzi in 33 minuti di media a partita.
Queste cifre attirano l'attenzione delle campionesse di Francia del Tarbes Gespe Bigorre che la tesserano per il 2010-11. 
Con le transalpine però trova poco spazio e nella sessione invernale del mercato si trasferisce quindi in Italia al Club Atletico Faenza.